# اوریدین مونوفسفات
اوریدین مونوفسفات (به انگلیسی: Uridine monophosphate) با فرمول شیمیایی C۹H۱۳N۲O۹P یک نوکلئوتید با شناسه پاب‌کم ۶۰۳۰ و جرم مولی آن ۳۲۴٫۱۸۱ g/mol می‌باشد. در بسیاری از مسیرهای بیوسنتز، اوریدین منوفسفات نقش یک مولکول حامل انرژی را بازی می‌کند. این مولکول یک تک‌پار آران‌ای است.